# Cabañas de Ebro
Cabañas de Ebro és un municipi d'Aragó, situat a la província de Saragossa i enquadrat a la comarca de la Ribera Alta de l'Ebre. Com el seu nom indica està situat a la vall del riu Ebre.